# Bonnétable
Bonnétable est une commune française, située dans le département de la Sarthe en région Pays de la Loire, peuplée de 3 721 habitants (les Bonnétabliens).
La commune fait partie de la province historique du Maine, et se situe dans le Haut-Maine (Maine roux).

## Géographie

### Lieux-dits et écarts
- Aulaines
- Citeau
- la Mare Pineau

### Communes limitrophes
|  |

| Terrehault         | Rouperroux-le-Coquet | Nogent-le-Bernard                   |
| Briosne-lès-Sables | Bonnétable           | Saint-Georges-du-Rosay              |
| Torcé-en-Vallée    | Saint-Célerin        | Prévelles, Saint-Denis-des-Coudrais |

### Climat
Pour des articles plus généraux, voir Climat des Pays de la Loire et Climat de la Sarthe.
En 2010, le climat de la commune est de type climat océanique dégradé des plaines du Centre et du Nord, selon une étude du CNRS s'appuyant sur une série de données couvrant la période 1971-2000. En 2020, Météo-France publie une typologie des climats de la France métropolitaine dans laquelle la commune est exposée à un climat océanique altéré et est dans la région climatique  Moyenne vallée de la Loire, caractérisée par une bonne insolation (1 850 h/an) et un été peu pluvieux. 
Pour la période 1971-2000, la température annuelle moyenne est de 10,9 °C, avec une amplitude thermique annuelle de 14,3 °C. Le cumul annuel moyen de précipitations est de 717 mm, avec 11,6 jours de précipitations en janvier et 7,3 jours en juillet. Pour la période 1991-2020, la température moyenne annuelle observée sur la station météorologique de Météo-France la plus proche, « Marolles Les Braults », sur la commune de Marolles-les-Braults à 12 km à vol d'oiseau, est de 11,8 °C et le cumul annuel moyen de précipitations est de 702,5 mm,. Pour l'avenir, les paramètres climatiques de la commune estimés pour 2050 selon différents scénarios d'émission de gaz à effet de serre sont consultables sur un site dédié publié par Météo-France en novembre 2022.

## Urbanisme

### Typologie
Au 1er janvier 2024, Bonnétable est catégorisée bourg rural, selon la nouvelle grille communale de densité à sept niveaux définie par l'Insee en 2022.
Elle appartient à l'unité urbaine de Bonnétable, une agglomération intra-départementale regroupant deux  communes, dont elle est ville-centre,,. La commune est en outre hors attraction des villes,.

### Occupation des sols
L'occupation des sols de la commune, telle qu'elle ressort de la base de données européenne d’occupation biophysique des sols Corine Land Cover (CLC), est marquée par l'importance des territoires agricoles (63,3 % en 2018), en diminution par rapport à 1990 (64,4 %). La répartition détaillée en 2018 est la suivante : 
terres arables (34,1 %), forêts (28,5 %), prairies (24,7 %), zones urbanisées (7,1 %), zones agricoles hétérogènes (4,6 %), espaces verts artificialisés, non agricoles (1,1 %). L'évolution de l’occupation des sols de la commune et de ses infrastructures peut être observée sur les différentes représentations cartographiques du territoire : la carte de Cassini (XVIIIe siècle), la carte d'état-major (1820-1866) et les cartes ou photos aériennes de l'IGN pour la période actuelle (1950 à aujourd'hui).

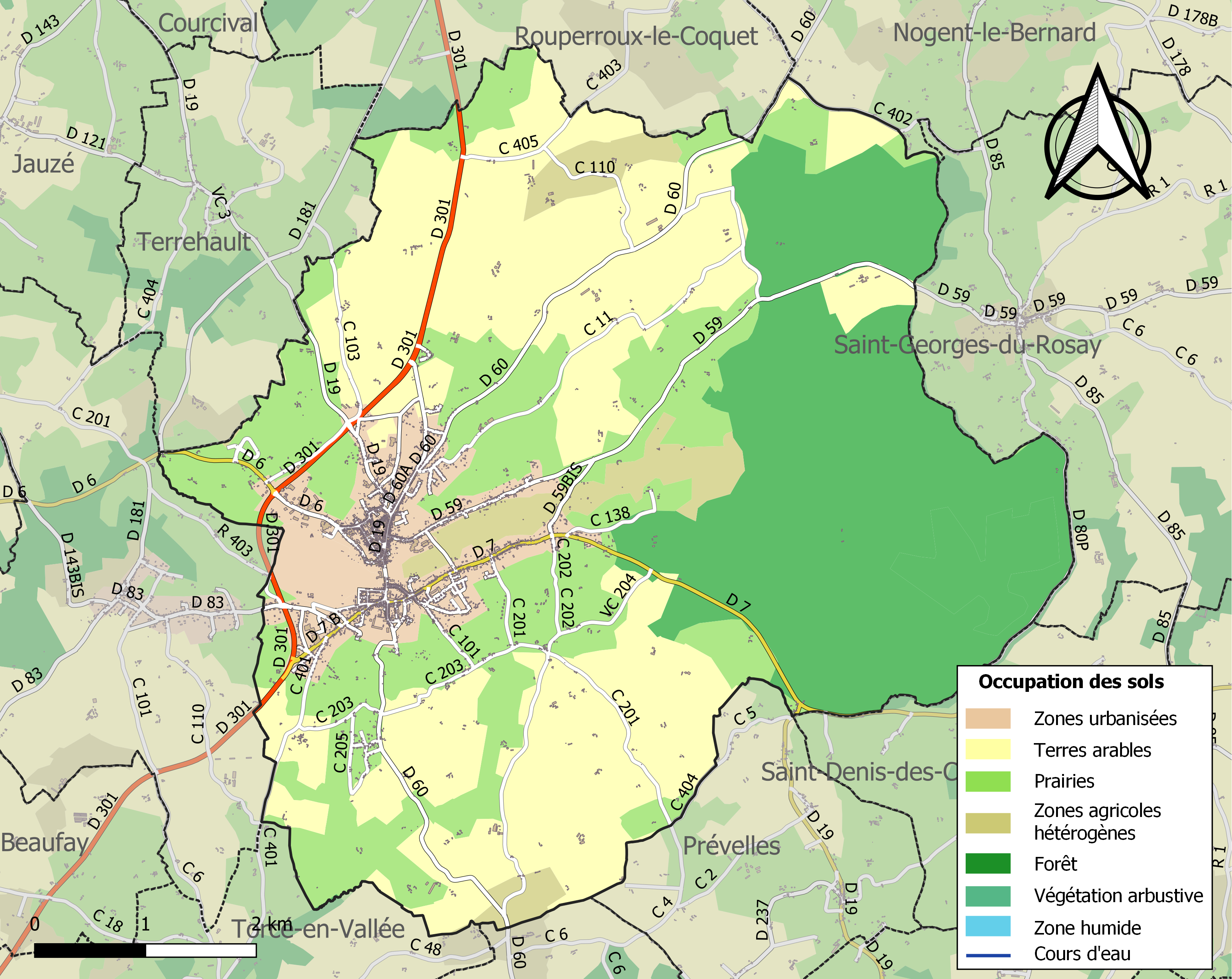
Carte des infrastructures et de l'occupation des sols de la commune en 2018 (CLC).

## Toponymie
D'après Dauzat et Rostaing, le toponyme est attesté sous la forme Malum Stabulum vers 1090 avant de devenir de Bono Stabulo en 1288, c'est-à-dire la mauvaise puis la bonne étable. Cette "transformation euphémique" est due probablement, d'après Taverdet, à l’administration royale de l’époque qui a modifié un certain nombre de toponymes alors jugés « déshonnêtes ». Quant à l’étable en question, ce devait plutôt être l’écurie d’une auberge située sur la route qui relie Bellême au Mans.

## Histoire
Selon Maumené (1908- op.cit.), un acte notarial daté du 10 août 1507 indique que la forêt de Clossay, principal « noyau » de la terre de Bonnétable, venait jusqu'à Terrehault en passant par Rouperoux. Le domaine fut constitué au fil des siècles par la réunion de terres, comme en 1489 celle de Convoise et ses dépendances, réunie en 1562 au fief de Genay.
En 1908, le domaine du château comptait 3 500 hectares, dont 1 100 hectares de forêts sillonnés de 80 kilomètres de routes, et pas moins de 80 fermes.
Dans le Dictionnaire géographique universel publié en 1825 par la société de géographes, Bonnétable est citée comme ville productrice de siamoises, calicots et mouchoirs de coton. L'élevage est important car huit foires aux bestiaux ont lieu chaque année.

### Les seigneurs
En 732, Morin du Malleray, seigneur de Malestable, fournit cinquante hommes d'armes à Charles, maire du palais d'Austrasie.
Après 1080, la terre appartient à Rotrou Ier, comte de Montfort, fils du comte du Perche Rotrou II, du fait de sa femme Lucie de Gennes, fille d'Hugues de Gennes et d'Agnès de Chaource, descendante du constructeur d'un donjon au-dessus de l'actuel château.
À la fin du XIIIe siècle, la terre passa à Guillaume VI de Parthenay, époux de Jehanne/Jeanne Rotrou de Montfort (dernière héritière de la branche des Rotrou qui eut Montfort-le-Rotrou et Vibraye), puis à leur fils Jehan/Jean Ier de Parthenay, 
- dont la fille Ysabeau de Parthenay l'apporta à Jehan IV, comte d'Harcourt († 1346 à Crécy). Bonnétable et Vibraye furent ensuite à leur fils Jean V, comte d'Harcourt (exécuté en 1356 pour trahison sur l'ordre de Jean le Bon), 
  - puis à un fils de ce dernier, Philippe d'Harcourt, frère cadet du comte Jean VI († 1388) et de Jacques Ier d'Harcourt-Montgomery († 1405). Philippe d'Harcourt (vers 1353-1403), mari de Jeanne de Tilly, fut donc la souche des d'Harcourt, barons de Bonnétable. Lui succédèrent son fils Girard/Gérard († 1424 à Verneuil), puis son petit-fils Jean III ou Ier d'Harcourt-Bonnétable († 1487).

Devant l'impossibilité de rétablir solidement son château, Jehan/Jean III-Ier d'Harcourt-Bonnétable (mort en 1487) demanda au roi Louis XI l'autorisation de construire un nouveau château au-dessous du donjon évoqué plus haut ; le 15 juillet 1476, il en arrêta les plans et devis avec le maître maçon Mathurin Delandelle, de Couture près de Monsabert, et les travaux commencèrent le 7 janvier 1479.
Deux sœurs, Jeanne (1507-1523) puis Gabrielle d'Harcourt-Bonnétable filles de François d'Harcourt de Bonnétable († 1520), petites-filles de Jean III et arrière-arrière-petites-filles de Philippe d'Harcourt ci-dessus, l'apportèrent à leur mari successif, Charles de Couesmes, seigneur de Lucé-au-Maine († 1543) ; leur fortune foncière fut partagée entre les deux enfants de Gabrielle et Charles de Couesmes en 1547 : 
- Louis Charles de Couesmes, chevalier, baron de Lucé et seigneur de Bonnétable, gentilhomme ordinaire de la Chambre du Roi, se vit alors attribuer « la chastellenie et le chastel de Bonnestable, sa terre et seigneurie avec les métairies des Chotardières (Chetardière) et de Monthier (Montheier) en Aulaines ».

Époux d'Anne de Pisseleu (nièce de la duchesse d'Etampes favorite de François Ier), habitué au faste de la Cour, Louis Charles de Couesmes fit exécuter des travaux d'embellissement dans ses deux châteaux et achever la chapelle de Bonnétable, commencée par son père. Sa fille Jeanne de Coesme épousa un aristocrate piémontais, Louis de Montafié de Carignan, et leur propre fille Anne de Montafié (1577-1644) transmit Bonnétable aux Bourbon-Condé-Soissons par son mariage avec Charles (1566-1612), fils de Louis Ier de Condé et de Françoise d'Orléans-Longueville.
En 1620, la comtesse de Soissons (Anne de Montafié), qui y demeurait veuve, le fit agrandir en ajoutant au sud une aile rejoignant la tour ouest (actuelle aile gauche), et y reçut Louis XIII allant signer le traité dit des Ponts-de-Cé.
En 1692, à la mort de sa tante de Savoie-Carignan-née Marie de Bourbon-Soissons, Louis-Henri de Bourbon-Soissons (petit-fils d'Anne de Montafié et Charles de Soissons par son père Louis ; héritier de sa cousine Marie d'Orléans-Longueville pour le comté de Dunois, Coulommiers, et comme prétendant à la succession de la principauté de Neuchâtel et Valangin ; comte de Noyers et seigneur de Bonnétable par son père) devint seul seigneur de Bonnétable, qu'il transmit à sa fille Léontine-Jacqueline, épouse de Charles-Philippe d'Albert duc de Luynes et de Chevreuse. D'où la succession présentée plus bas.
Dans son Dictionnaire topographique de la Sarthe, Julien Rémy Pesche cite également l'ancien nom d'un quartier de la ville : Mellerets ou Melleray.
En 1965, Bonnétable, qui comptait 3 390 habitants, a absorbé la commune d'Aulaines et ses 350 habitants.

## Politique et administration

### Liste des maires
| Période                                  | Période                  | Identité                                | Étiquette    | Qualité                                                                                                  |
| ---------------------------------------- | ------------------------ | --------------------------------------- | ------------ | --- |
| 1800                                     | -                        | Louis Jacques Désiré Nadot              |              | |
| 1818                                     | -                        | Jean Ladislas Livet                     |              | |
| 1825                                     | -                        | Flavien Nadot                           |              | |
| 1834                                     | -                        | Louis Pageot                            |              | |
| 1842                                     | -                        | Charles Edouard Luzu                    |              | |
| 1851                                     | -                        | Louis Eugène Girard                     |              | Conseiller général de Bonnétable (1848 → 1852)                                                           |
| 1860                                     | -                        | Guillaume-Louis Sénié-Pradier           |              | |
| 1864                                     | -                        | Léon Emile Gourdeau                     |              | |
| 1908                                     | -                        | Vicomte Armand de La Rochefoucauld (no) |              | Propriétaire, conseiller général de Bonnétable (1912 → 1940)                                             |
| Les données manquantes sont à compléter. |                          |                                         |              | |
| 1947                                     | mars 1965                | Jérémie Gerrand                         |              | |
| mars 1965                                | mars 1971                | Henri Jarry                             |              | |
| mars 1971                                | mars 1983                | Marcel Vigneron                         | DVG puis DVD | Directeur de collège, conseiller général de Bonnétable (1973 → 1982)                                     |
| mars 1983                                | mars 1989                | André Boyer                             | DVD          | Médecin, conseiller général de Bonnétable (1982 → 1988)                                                  |
| mars 1989                                | juin 1995                | Maurice Bâcle                           | DVD          | Clerc de notaire retraité, conseiller général de Bonnétable (1994 → 2001)                                |
| juin 1995                                | mars 2001                | Yvon Marzin                             | DVG          | Directeur d'école retraité, conseiller général de Bonnétable (2001 → 2008)                               |
| mars 2001                                | mars 2014                | Christian Fleury                        | PCF          | Retraité de La Poste                                                                                     |
| mars 2014                                | octobre 2017 (démission) | Jean-Pierre Vogel                       | UMP-LR       | Expert-comptable, sénateur de la Sarthe (2014 → ), ancien conseiller général de Bonnétable (2008 → 2014) |
| octobre 2017                             | mars 2023                | Frédéric Barré                          | DVD          | Enseignant Démissionnaire                                                                                |
| mai 2023                                 | En cours                 | Marie-Laure Pléver                      | SE           | Directrice d'agence bancaire Adjointe au maire (2014 → 2020)                                             |
| Les données manquantes sont à compléter. |                          |                                         |              | |

En mars 2023, le maire, Frédéric Barré, démissionne, lassé « d'oppositions permanentes ». Il est suivi par deux de ses adjoints et huit autres conseillers, provoquant ainsi une élection pour un renouvellement intégral, du fait de la configuration de scrutin de listes.

### Éducation
La ville de Bonnetable comporte plusieurs écoles et un collège.
- L'école maternelle Charles-Perrault.
- L'école primaire publique Catherine-Paysan
- L'école privée du Sacré-Cœur.
- Le collège public La Foresterie.

## Démographie
L'évolution du nombre d'habitants est connue à travers les recensements de la population effectués dans la commune depuis 1793. Pour les communes de moins de 10 000 habitants, une enquête de recensement portant sur toute la population est réalisée tous les cinq ans, les populations de référence des années intermédiaires étant quant à elles estimées par interpolation ou extrapolation. Pour la commune, le premier recensement exhaustif entrant dans le cadre du nouveau dispositif a été réalisé en 2005.
En 2022, la commune comptait 3 721 habitants, en évolution de −3,83 % par rapport à 2016 (Sarthe : −0,25 %, France hors Mayotte : +2,11 %).
| 1793  | 1800  | 1806  | 1821  | 1831  | 1836  | 1841  | 1846  | 1851  |
| ----- | ----- | ----- | ----- | ----- | ----- | ----- | ----- | ----- |
| 4 373 | 4 587 | 4 646 | 4 882 | 5 803 | 5 746 | 5 163 | 5 265 | 5 028 |

| 1856  | 1861  | 1866  | 1872  | 1876  | 1881  | 1886  | 1891  | 1896  |
| ----- | ----- | ----- | ----- | ----- | ----- | ----- | ----- | ----- |
| 5 048 | 4 956 | 4 855 | 4 637 | 4 658 | 4 479 | 4 440 | 4 294 | 4 287 |

| 1901  | 1906  | 1911  | 1921  | 1926  | 1931  | 1936  | 1946  | 1954  |
| ----- | ----- | ----- | ----- | ----- | ----- | ----- | ----- | ----- |
| 4 211 | 4 284 | 4 163 | 3 735 | 3 616 | 3 630 | 3 476 | 3 470 | 3 419 |

| 1962  | 1968  | 1975  | 1982  | 1990  | 1999  | 2005  | 2006  | 2010  |
| ----- | ----- | ----- | ----- | ----- | ----- | ----- | ----- | ----- |
| 3 390 | 3 505 | 3 833 | 3 826 | 3 899 | 4 018 | 4 085 | 4 090 | 3 994 |

| 2015  | 2020  | 2022  | - | - | - | - | - | - |
| ----- | ----- | ----- | - | - | - | - | - | - |
| 3 874 | 3 749 | 3 721 | - | - | - | - | - | - |

## Économie
- Agroalimentaire Desfis, charcuterie Ruel, les Maîtres Laitiers.
- Confection Macosa.
- Grains Agrial.

## Lieux et monuments

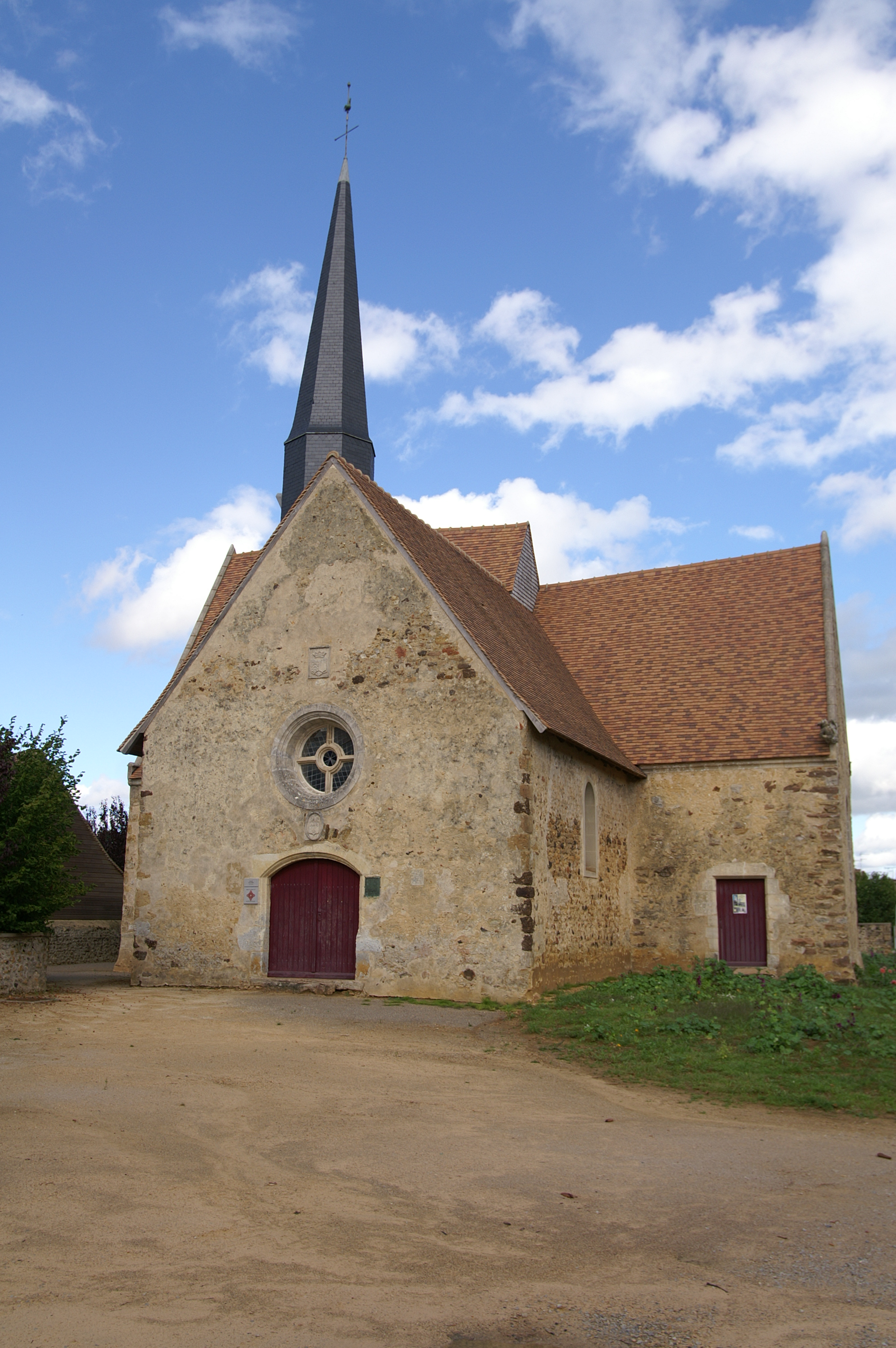
La façade de l'église Notre-Dame d'Aulaines.
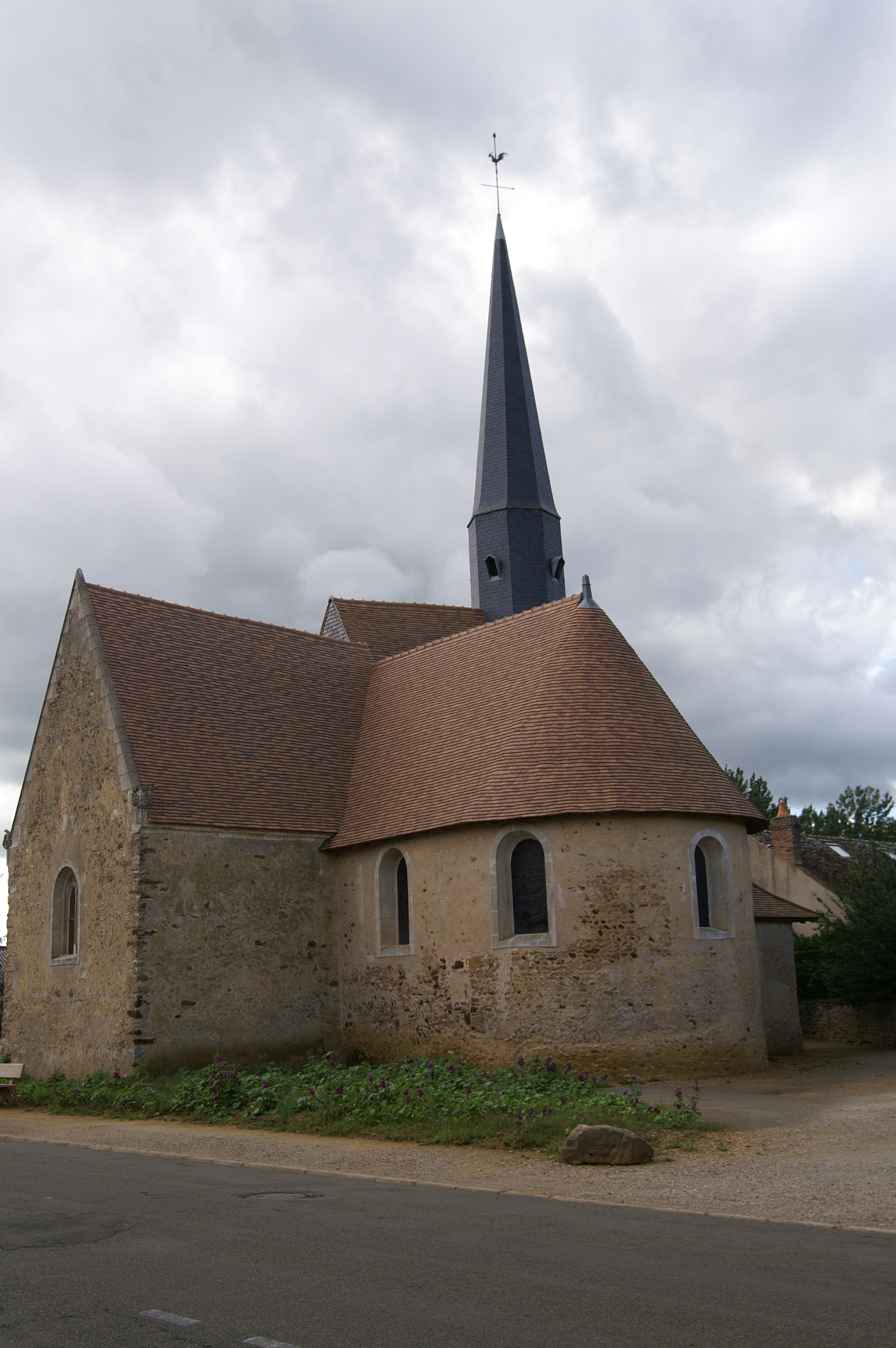
L'abside de l'église Notre-Dame d'Aulaines.
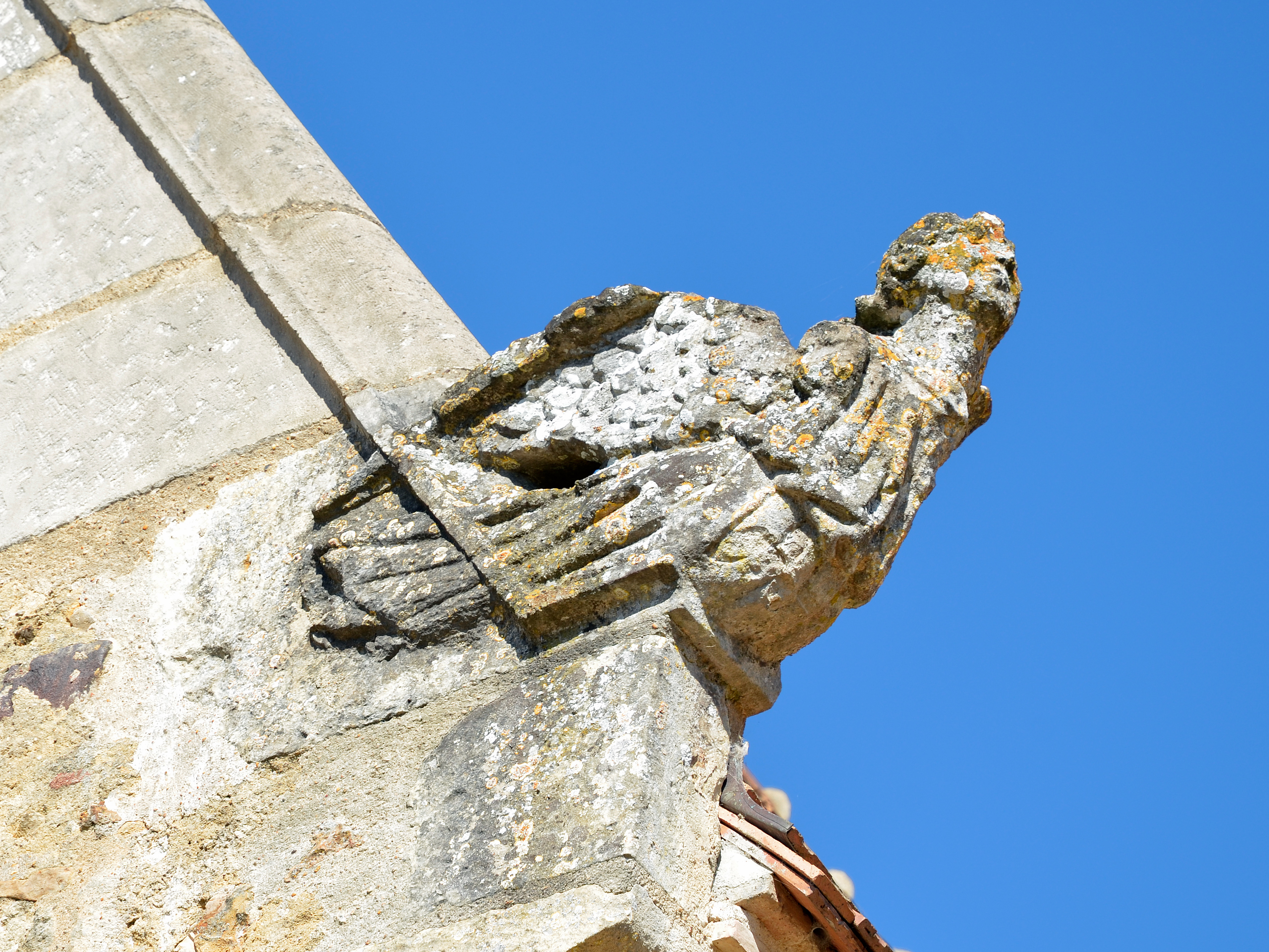
Sculpture d'ange sur l'église Notre-Dame d'Aulaines.
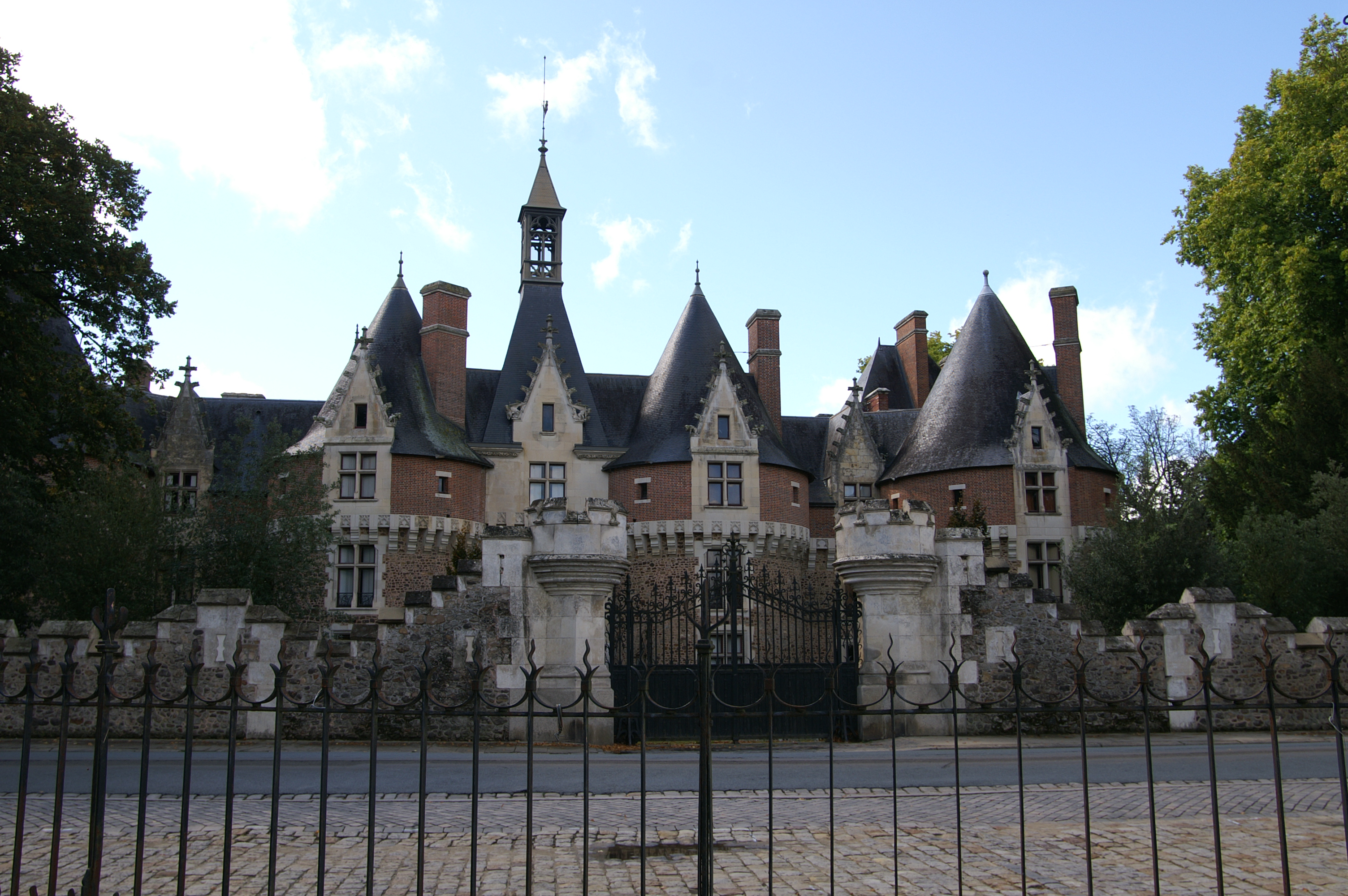
Le château de Bonnétable.
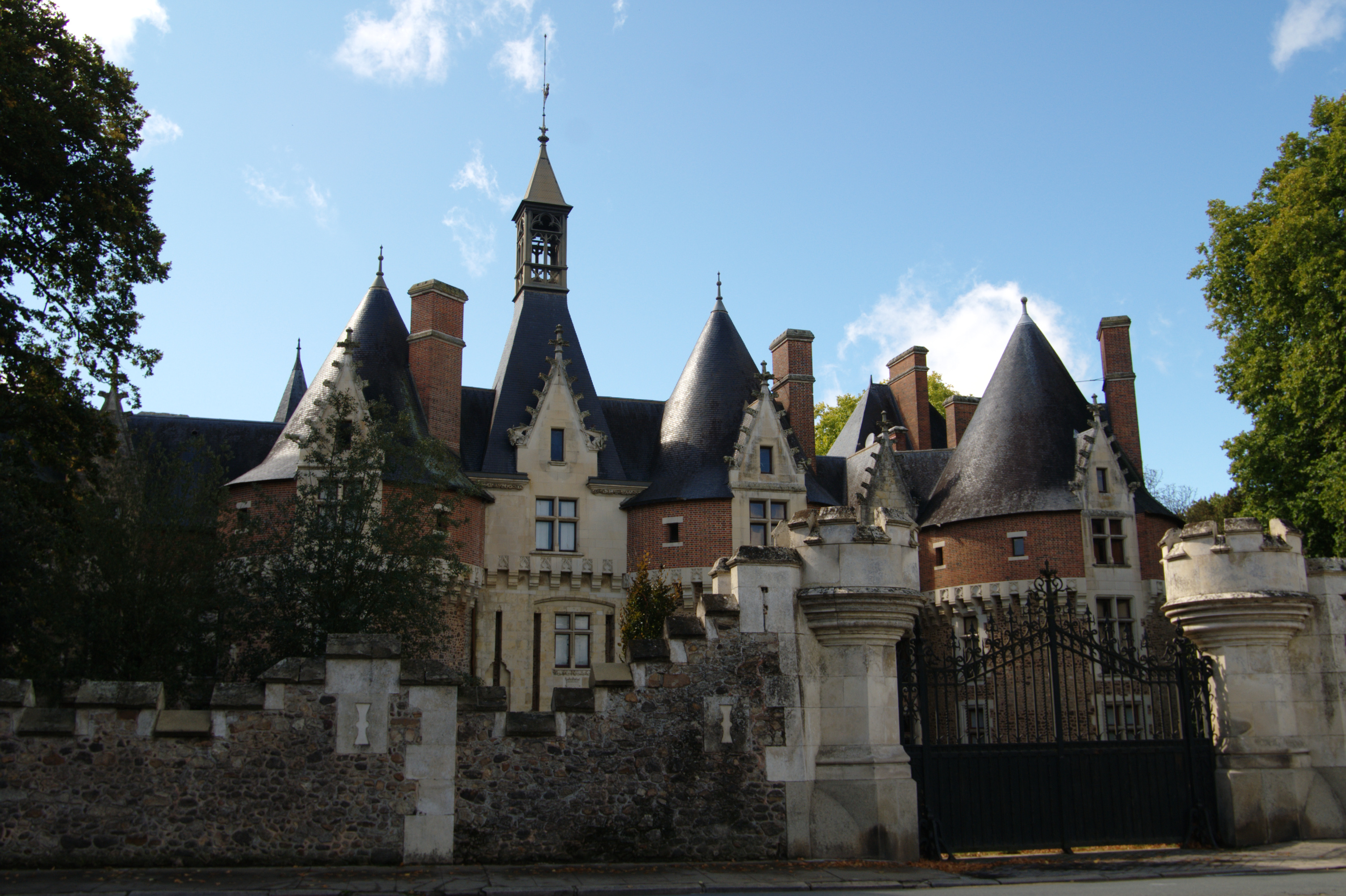
Le château de Bonnétable.
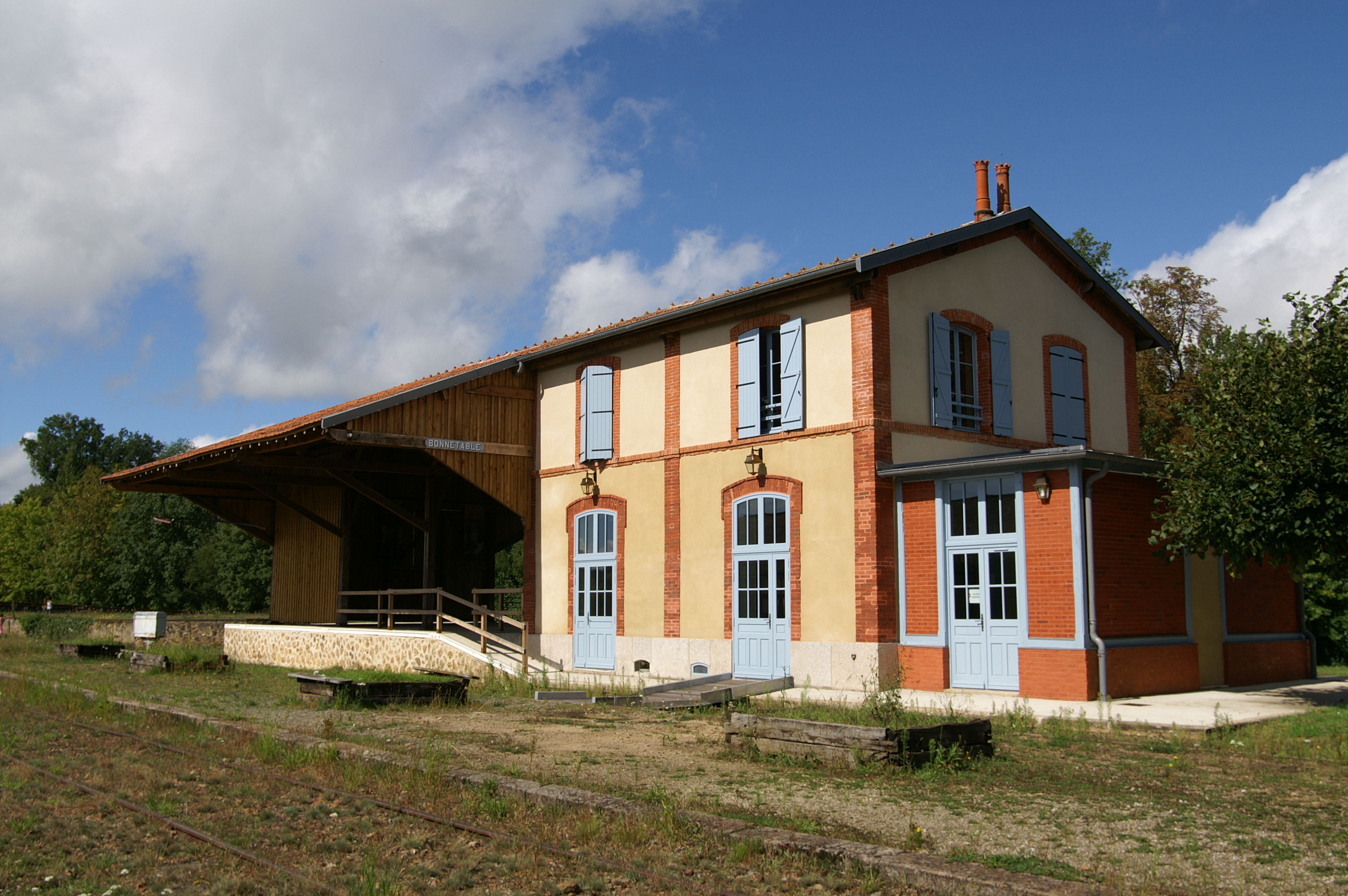
La gare de Bonnétable.

### Monuments historiques

#### Église Notre-Dame d'Aulaines
L'église Notre-Dame d'Aulaines sise sur l'ancienne commune d'Aulaines, a été édifiée au XIIe siècle et remaniée aux XIIIe et XVe siècles. Elle a été inscrite à l'Inventaire Supplémentaire des monuments historiques par arrêté du 13 septembre 1984.

#### Château de Bonnétable
Cette section devrait être déplacée dans l'article Château de Bonnétable.
Pour plus d’informations, se reporter en page de discussion. (juillet 2025)
L'actuel château, construit en 1479 par Jehan/Jean III ou Ier d'Harcourt-Bonnétable († 1487), a été restauré dans les années 1880, dans le style néo-gothique alors en vogue, par Sosthènes II de La Rochefoucauld, 4e duc de Doudeauville après son frère le 3e duc Stanislas († 1887), avec l'aide de l'architecte Henri Parent. La muraille, le pont-levis et les fossés supprimés et desséchés avant la Révolution de 1789, furent rétablis. Les jardins ont été aménagés par les frères Denis et Eugène Bühler sous les instructions de Sosthène(s) II de La Rochefoucauld, duc de Doudeauville, et le château ré-inauguré lors d'une fête brillante le 26 août 1888.
Parent, que le duc employa aussi à l’embellissement de son hôtel parisien (actuelle ambassade d'Italie) fit appel à des artistes manceaux pour les travaux de sculpture, peinture et décoration, dont Mélusine, « fée protectrice du château » (les La Rochefoucauld prétendaient descendre des Lusignan et de la fée Mélusine, "mère des Lusignan") constitua le sujet principal. La cheminée de la salle à manger porte la devise des La Rochefoucauld (« C'est mon plaisir »), et celle des de Ligne (« Toujours droit ») du fait du remariage en 1862 du duc Sosthènes II avec une princesse de cette famille, Marie-Georgine-Sophie-Hedwige de Ligne.
En 1908, la salle à manger aux murs tendus de cuir abritait des tapisseries de Beauvais, et la chapelle — « Haute Epoque répandue dans les grandes maisons catholiques du XIXe siècle » — ornée de onze médaillons rappelant un des traits des saints patrons des onze enfants du duc.
L'ensemble formé par le château, les communs, le mur d'enceinte et le parc, qui s'étend sur la commune de Briosne-lès-Sables, a été inscrit  au titre des Monuments historiques par arrêté du 29 novembre 1991.
Au XVIIIe siècle, Bonnétable fut apporté en dot aux d'Albert, ducs de Luynes et de Chevreuse, comme nous l'avons mentionné plus haut : Charles-Philippe par son mariage, puis à son fils Marie-Charles, puis à son propre fils Louis-Joseph d'Albert de Luynes, « que les largesses en distribution de blé aux habitants de Bonnétable et Dampierre pendant la disette qui précéda la Terreur, obligèrent à vendre une partie du domaine » (Maumené, op. cit.). 
Il échut aux descendants de sa petite-fille Elisabeth-Hélène de Montmorency (née 1790-† 1834 ; fille de Pauline-Hortense de Luynes et de Mathieu duc de Montmorency-Laval ; épouse de Sosthènes Ier de La Rochefoucauld, duc de Doudeauville), à la mort en 1858 de la duchesse de Montmorency Pauline-Hortense (née en 1774 ; décédée bien après sa fille Elisabeth-Hélène), qui apparaît dans ce témoignage d'une de ses invitées décrivant l'ancien manoir et la faïencerie :

« C'est un vieux manoir à grosses tourelles, à murs épais, à fenêtres rares et étroites; peu meublé, point orné, mais solide, propre, et où le nécessaire en tout genre se trouve, depuis l'aumônier jusqu'à une bassinoire. La prière du soir, dite à haute voix par la duchesse Mathieu de Montmorency elle-même, m'a fort touchée  (...) se promener dans les fossés desséchés et plantés par les soins de la Duchesse, qui, nous a promenés dans ses potagers et dans tout son singulier manoir (...) le très bel hospice et les écoles fondées par (elle) ; tout y est parfaitement entretenu, et beaucoup plus soigné qu'au château; une grande pharmacie (...) elle nous fait monter ensuite dans une vieille voiture dont la doublure était mangée aux vers mais traînée par quatre jolis chevaux menés à grandes guides par un des anciens cochers de Charles X (...) Au centre d'une forêt, où six routes aboutissent à un carrefour, il y a une immense clairière (où) la Duchesse a fait construire une faïencerie, avec toutes les dépendances, c'est presque un village, qui occupe soixante-huit personnes. »

— Duchesse de Dino
En 1908, « une fabrique de grosses poteries est installée dans la forêt; le duc la fait fonctionner surtout pour donner du travail aux ouvriers ». « Toutes les matières premières nécessaires se trouvent sur place » (Maumené, op.cit., p. 13). Les La Rochefoucauld-Doudeauville ont possédé le château jusqu'au XXe siècle finissant : 
- Sosthènes III (1897-20 octobre 1970, décédé et enterré à Bonnétable ; fils du duc de Doudeauville Armand-François-Jules, petit-fils de Sosthènes II et arrière-petit-fils de Sosthènes Ier) ; puis sa sœur Hedwige-Françoise de La Rochefoucauld (1896-1986 ; femme de Sixte de Bourbon-Parme, frère de l'impératrice Zita) ; mais la fille de cette dernière, Isabelle de Bourbon-Parme (1922-2015 ; épouse de Roger-Alexandre-Lucien-François de La Rochefoucauld d'Estissac, 1915-1970, d'où postérité), doit se séparer du domaine de Bonnétable.
- Vers 1998/1999, Rainer Kensy von Echlin (de) et sa femme Ann-Elizabeth née Patterson, acquièrent le château de Bonnétable. On remarquera que, de la famille de Gennes (Pont-de-Gennes, le Gesnois) à Isabelle de Bourbon-Parme, du XIe au XXe siècle, une seule famille en lignée féminine a possédé le domaine de Bonnétable pendant près de mille ans.

### Autres monuments et sites touristiques

#### Église Saint-Sulpice-et-Saint-Étienne de Bonnétable

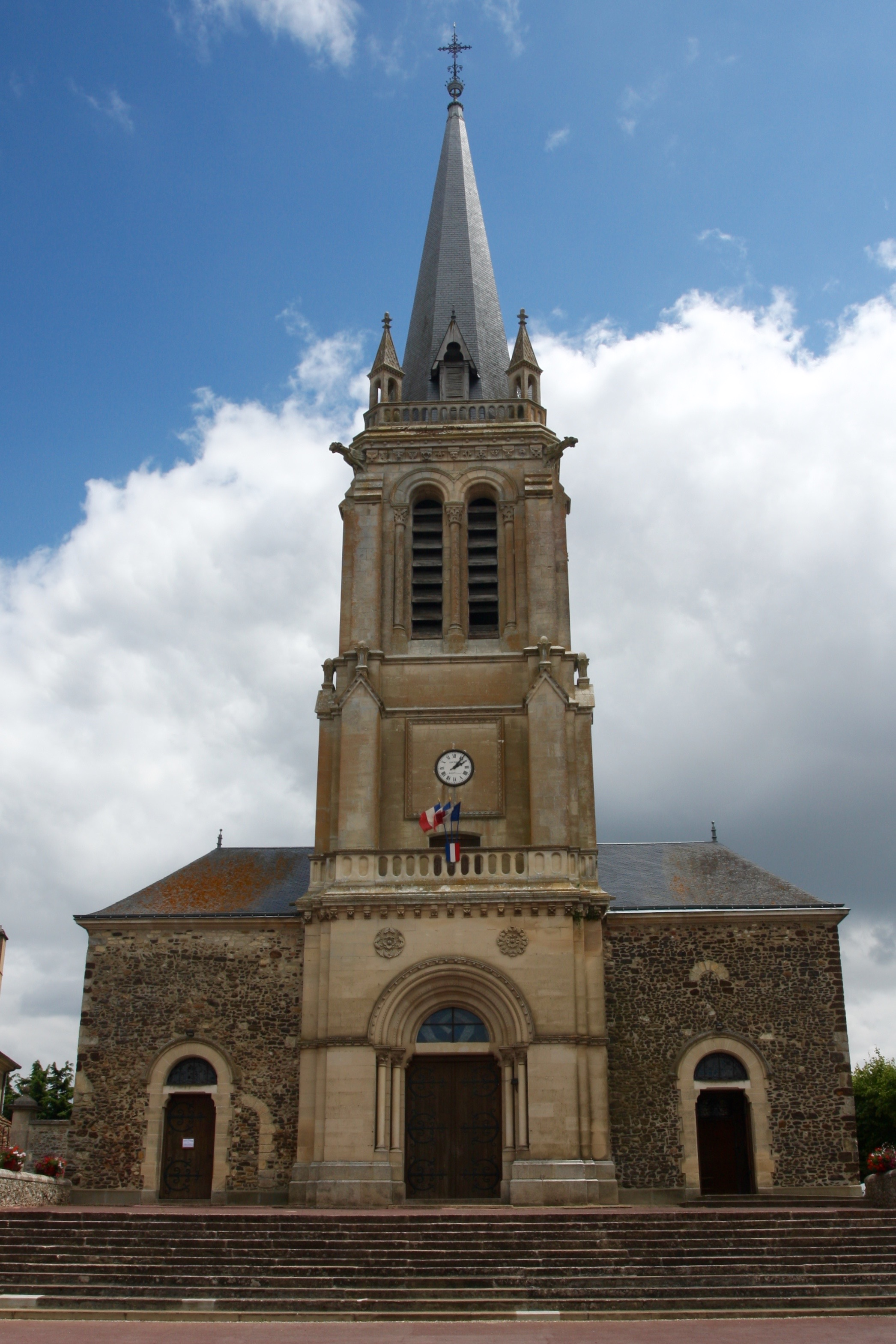
L'église Saint-Sulpice-et-Saint-Étienne.

L'église Saint-Sulpice-et-Saint-Étienne de Bonnétable datant des XIe et XIXe siècles, est dotée d'un orgue en bois de 1850 restauré à la fin du XXe et de vitraux sur la vie de saint Sulpice du maître verrier François Fialeix (1818 - 1886).

#### Le jardin potager de Bonnétable
Le jardin potager créé par les frères Bühler à la fin du XIXe siècle sur une commande du duc de Doudeauville, a été fonctionnel pendant près de 80 ans et laissé à l'abandon pendant une vingtaine d'années.
En 1999, la municipalité du moment décide de l'acquérir mais il faudra attendre 2002 pour que soit créée une association pour la restauration et la sauvegarde du site. En 2015, l'association est dissoute, laissant la gestion du Jardin Potager à la collectivité.
Aujourd'hui, les serres classées ont été restaurées ainsi que les dépendances (écuries, selleries) ; le jardin retrouve peu à peu sa splendeur du passé. Le site est devenu aujourd'hui un atout touristique majeur pour la communauté de communes Maine Saosnois.

## Activité et manifestations
- Marché aux fleurs et aux plants, le 1er dimanche de mai.
- Rendez-vous aux Jardins le 1er week-end de juin
- Comice agricole, le dernier week-end d'août.
- Journées du Patrimoine le 3ème week-end de septembre
- Les Potirons fêtent l'automne, le 3e week-end d'octobre.
- Foire de la Saint-Nicolas, le deuxième samedi de décembre.
- Le musée des Automates présente des personnages animés mus par des mécanismes les plus divers. Environ 70 automates sont exposés. Il est ouvert sur rendez-vous.
- Collection de tracteurs anciens de M. Heard, visible sur RDV

### Jumelages
Bonnétable est jumelée avec : 
- Twistringen (Allemagne), en Basse-Saxe, environ 40 km au sud-ouest de Brême.
- Horncastle (Angleterre).

## Personnalités liées à la commune
- Emmanuel-Pierre Le Tourneur (1755-1830), homme politique né à Bonnétable, député de la Sarthe.
- Casimir Lefaucheux (1802 à Bonnétable - 1852), armurier.
- Edme Letrone (1804-1839), notaire, homme politique né et décédé à Bonnétable, député de la Sarthe.
- Sosthènes II de La Rochefoucauld (1825 - 1908 à Bonnétable), vicomte de La Rochefoucauld, duc de Doudeauville, ambassadeur de France à la Cour de Saint-James, député de la Sarthe de 1871 à 1898, président du Jockey Club, bailli de l'ordre souverain de Malte ; fit reconstruire le château par son architecte, Henri Parent ; décédé à Bonnétable.
- Stephen Sauvestre (1847 à Bonnétable - 1919), collaborateur de Gustave Eiffel.
- Charles de La Rochefoucauld (1864-1907 à Bonnétable), fils de Sosthène II, vicomte de La Rochefoucauld, duc d'Estrées, maire de Bonnétable ; décédé et enterré à Bonnétable.
- Armand I de La Rochefoucauld (1870-1963), frère de Charles, vicomte de La Rochefoucauld, duc de Doudeauville, maire de Bonnétable, président du Jockey-Club.
- Paul Goussu (1889 à Bonnétable - 1958), député.
- Sosthènes III de La Rochefoucauld (1897-1970 à Bonnétable), fils d'Armand I, vicomte de La Rochefoucauld, duc de Doudeauville, duc d'Estrées, commandeur de la Légion d'honneur à titre militaire (à 19 ans), plus jeune décoré à titre militaire de toute l'histoire de la Légion d'honneur ; décédé et enterré à Bonnétable.
- Catherine Paysan (née en 1926 à Aulaines - 2020), écrivain.
- Olivier de Kersauson de Pennendreff (né en 1944 à Bonnétable), navigateur.